# Juncus capitatus
Espèce
Classification APG III (2009)
Statut de conservation UICN

LC : Préoccupation mineure
Juncus capitatus, de noms communs Jonc à inflorescence globuleuse, Jonc capité ou Jonc en tête, est une plante du genre Juncus et de la famille des Juncaceae.

## Description

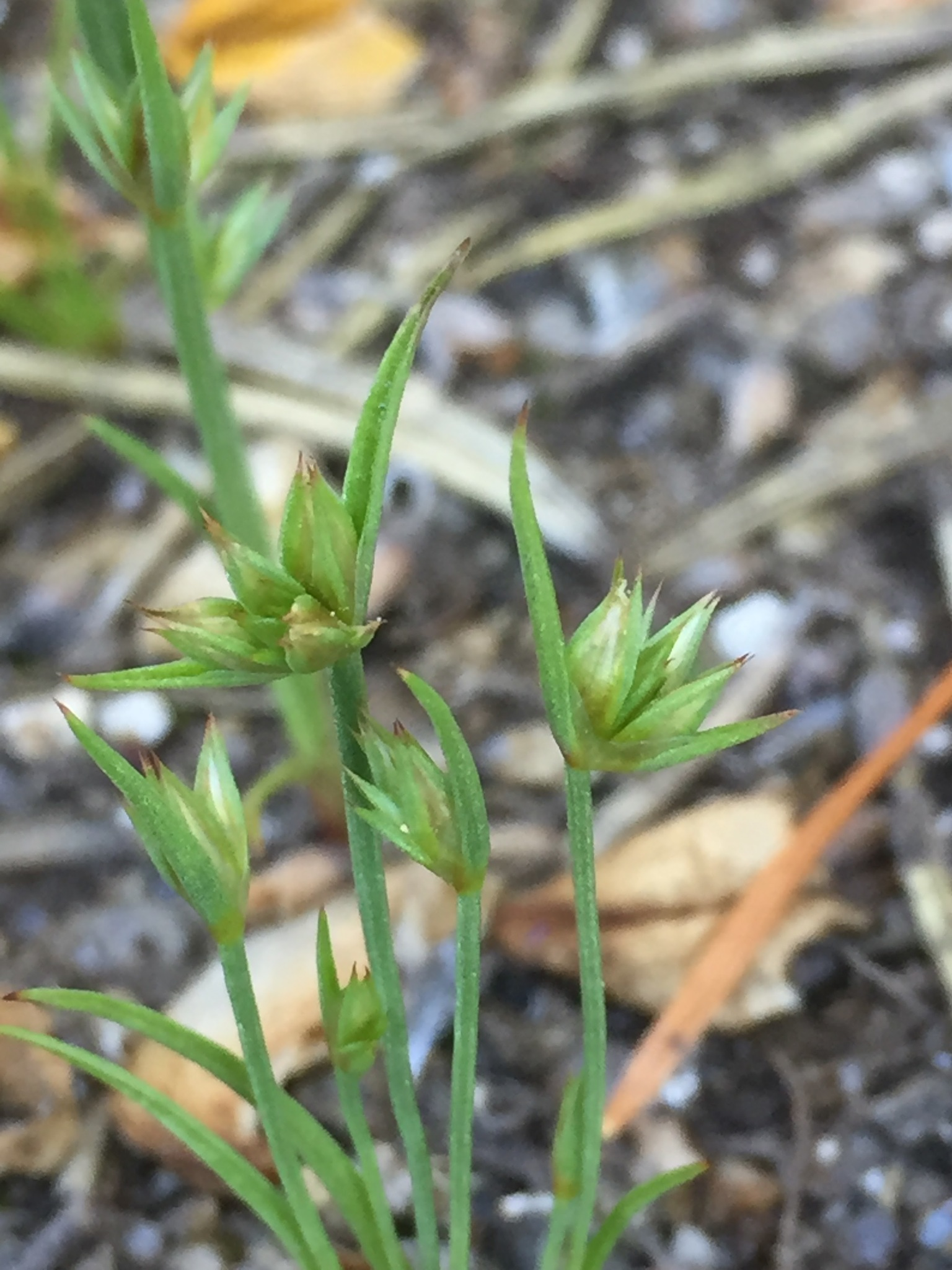

### Appareil végétatif
C'est une plante annuelle de 3 à 12 cm, glabre, à racine fibreuse ; les tiges sont filiformes, simples, dressées, nues ; les feuilles sont toutes radicales, bien plus courtes que les tiges, sétacées-canaliculées.

### Appareil reproducteur
Les fleurs sont brunes, réunies à 5 à 12 en glomérule terminal, ordinairement solitaire et dépassé par une petite bractée foliacée ; le périanthe est à divisions inégales, lancéolées, les extérieures plus longues à pointe arquée en dehors. Ce jonc possède trois étamines ; la capsule est petite, ovoïde-obtuse, mucronée, bien plus courte que le périanthe.

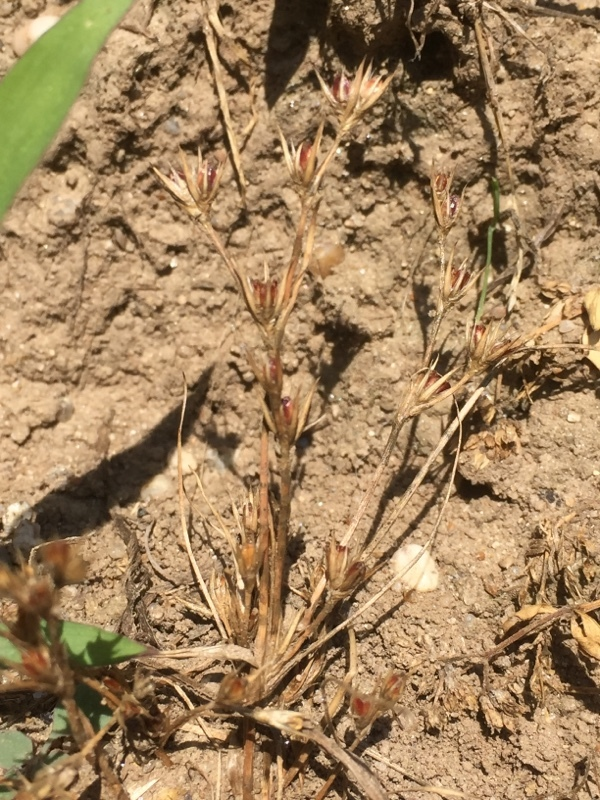

La floraison a lieu de mai à août.

## Répartition
Le jonc en tête pousse naturellement dans presque toute l'Europe, ainsi qu'en Afrique septentrionale.

## Habitat
Cette plante pousse dans les lieux sablonneux humides, les pelouses humides et les bas-marais. On la trouve jusqu'à une altitude de 2 200 m.

## Synonymes
- Juncinella capitata (Weigel) Fourr., 1869
- Juncus ericetorum Pollich, 1776
- Juncus gracilis Roth, 1788
- Juncus minimus G.Forst., 1798
- Juncus mutabilis Cav., 1795
- Juncus mutabilis Lam., 1789
- Juncus tenellus M.Geuns, 1788
- Juncus triandrus Gouan, 1796
- Schoenus ferrugineus Krock., 1787
- Schoenus minimus T.F.Forst., 1798
- Scirpus michelianus Gouan, 1773[4]